# 3552 Don Quixote
3552 Don Quixote је Амор астероид са пречником од приближно 19,0 .
Афел астероида је на удаљености од 7,241 астрономских јединица (АЈ) од Сунца, а перихел на 1,208 АЈ.
Ексцентрицитет орбите износи 0,713, инклинација (нагиб) орбите у односу на раван еклиптике 30,969 степени, а орбитални период износи 3171,953 дана (8,684 година).
Апсолутна магнитуда астероида је 13,0 а геометријски албедо 0,03.
Астероид је откривен 26. септембра 1983. године.